# علی عشوری‌زاد
علی عشوری‌زاد بازیکن سابق و مربی اهل فوتبال ایران است.